# L
La l (en mayúscula L, nombre ele, plural eles) es una letra del alfabeto latino. Es la duodécima letra y novena consonante del alfabeto latino básico, al igual que en la versión adaptada que emplea el idioma español.
En español y en muchas otras lenguas representa una consonante sonante, oral, lateral y alveolar.

## Historia
Corresponde a la letra L del alfabeto latino o romano, y gráficamente a la letra lambda griega arcaica, que proviene de la letra lámed fenicia. Su origen es un signo de la escritura jeroglífica egipcia representado por un leopardo: 'labo', transformándose cuando pasó a la escritura hierática y demótica.
| S39 |

| S39 |

## Reglas para su uso ortográfico
Se escriben con l:
- Todas las palabras con este fonema: falso, malo, lima, libro, lengua, hilo, filo.
- Después de B: hablar, sable, bledo, blando.
- Cuando el prefijo in- va antes de una palabra que comienza con L, la N desaparece: in + legal = ilegal, in + legítimo = ilegítimo.

## Códigos en computación
Esta letra se representar con los siguientes caracteres Unicode:
| Carácter      | L                      | L                      | l                    | l                    |
| ------------- | ---------------------- | ---------------------- | -------------------- | -------------------- |
| Unicode       | LATIN CAPITAL LETTER L | LATIN CAPITAL LETTER L | LATIN SMALL LETTER L | LATIN SMALL LETTER L |
| Codificación  | decimal                | hex                    | decimal              | hex                  |
| Unicode       | 76                     | U+004C                 | 108                  | U+006C               |
| UTF-8         | 76                     | 4C                     | 108                  | 6C                   |
| Ref. numérica | &#76;                  | &#x4C;                 | &#108;               | &#x6C;               |

## Representaciones alternativas
En alfabeto fonético aeronáutico se le asigna la palabra Lima (Peru).
En código Morse es:  ·-·· 

Banderas de señales
Alfabeto semáforo
Signografía Braille (español)
Alfabeto manual